# Сімоне Соцца
Сімоне Соцца (італ. Simone Sozza, 19 серпня 1987, Мілан) — італійський футбольний арбітр. З 2023 року — Арбітр ФІФА.

## Кар'єра
На юнацькому рівні займався футболом і грав на позиції захисника, а у 2004 році у віці сімнадцяти років він відвідав вечірні курси для арбітрів у секції AIA Сереньо, яка розташована на історичному стадіоні Ферруччо, і почав суддівську кар'єру.
Починаючи з дитячого та шкільного рівнів і пройшовши провінційні та регіональні категорії, у 2012 році він почав обслуговувати матчі Серії D. 24 травня 2015 року він судив фінал плей-ауту Серії D між «Колліджаною» та «Сан-Донато-Таварнелле» (2:0), йому допомагали асистенти Марко Трінч'єрі та Антоніо Воно.
Через три роки, у 2015 році, його підвищили до Серії С, де він дебютував 6 вересня 2015 року в матчі «П'яченца» — «Порденоне», який закінчився з рахунком 1:1 з вісьмома жовтими картками і одним пенальті. Загалом до кінця сезону 2018/19 він відсудив п'ятдесят дев'ять матчів у цьому дивізіоні, п'ять ігор плей-оф Серії С і один матчі Кубка Італії Лега Про 2016/17.
26 серпня 2019 року дебютував як головний арбітр у Серії B грою «Порденоне» — «Фрозіноне» (3:0), показавши 4 жовтих картки. Після лише восьми матчів у цьому дивізіоні і двох матчів Кубка Італії, 26 січня 2020 року Соцца дебютував у Серії А в 21-му турі матчем «Парма» — «Удінезе», який завершився з рахунком 2:0, а арбітр показав 5 жовтих карток. Всього у сезоні 2019/20 він провів два матчі у вищому дивізіоні, чотирнадцять у другому дивізіоні, один у плей-оф Серії В і два в Кубку Італії 2019/20.
У наступному сезоні 2020/21 він провів шість матчів у вищому дивізіоні, вісім у другому дивізіоні, два в плей-оф Серії В і три в Кубку Італії 2020/21.
У квітні 2022 року відсудив перший матч за кордоном як головний арбітр у грі чемпіонаті Кіпру. Цей досвід він повторив у березні наступного року, крім того працював у турніру у ролі арбітра VAR.
26 травня 2022 року він був нагороджений нагородою «Росаріо Ліватіно», організованою секцією AIA Агрідженто, як найкращий арбітр-новачок у Серії А сезону 2021/22. Всього у сезоні 2021/22 він провів чотирнадцять матчів у вищому дивізіоні, п'ять у другому дивізіоні, один у плей-оф Серії B і один у Кубку Італії 2021/22.
6 липня 2022 року він вперше взяв участь у Лізі чемпіонів у ролі четвертого арбітра у матчі кваліфікації «Зріньскі» — «Шериф» під керівництвом співвітчизника Фабіо Марески, а 27 липня працював на матчі «Слован» (Братислава) — «Ференцварош» під керівництвом Марко Ді Белло, а 6 вересня 2022 року на груповому етапі у грі «Севілья» — «Манчестер Сіті» під керівництвом Давіде Масси.
23 грудня 2022 року він був включений до списку міжнародних арбітрів ФІФА, починаючи з 2023 року.
У квітні 2023 року КОНМЕБОЛ за угодою з УЄФА запросив Соццу на юнацький чемпіонат Південної Америки U-17 з асистентами Джованні Баччіні та Давіде Імперіале, які стали єдиною суддівською бригадою з Європи. На турнірі вони судили матчі Бразилія — Колумбія (3:1), Еквадор — Бразилія (2:2) і Парагвай — Чилі (1:0), а також у трьох іграх був четвертим арбітром.
Всього у сезоні 2022/23 він відсудив одинадцять матчів у вищому дивізіоні, шість у другому дивізіоні та один у плей-оф Серії B.
Наступний сезон Сімоне розпочав 19 липня 2023 року, коли його призначили четвертим арбітром першого розіграшу Кубка виклику УЄФА-КОНМЕБОЛ «Севілья» — «Індепендьєнте дель Валле», який пройшов на стадіоні «Рамон Санчес-Пісхуан» і завершився перемогою господарів у серії пенальті.
3 серпня 2023 року дебютував як головний арбітр у Лізі конференцій 2023/24 матчем «Діла» — «Ворскла» (3:1).
12 вересня 2023 року він дебютував у відбіркових матчах до Євро-2024 грою Іспанія — Кіпр (6:0), який став для Сімоне першим на рівні національних збірних.
Наступного дня його призначили на 238-е Міланське дербі, яке пройшло 16 вересня 2023 року і вперше Дербі судив рефері, який народився в Мілані.